# حمام روستای فشندک
حمام روستای فشندک مربوط به دوره صفوی است و در شهرستان طالقان، بخش طالقان، روستای فشندک واقع شده و این اثر در تاریخ ۱۲ بهمن ۱۳۸۱ با شمارهٔ ثبت ۷۰۵۸ به‌عنوان یکی از آثار ملی ایران به ثبت رسیده است.